# Flămânzi
Flămânzi ist eine Stadt im Kreis Botoșani, in der Westmoldau in Rumänien.
Der Ort ist auch unter der veralteten Bezeichnung Flămânda bekannt.

## Lage

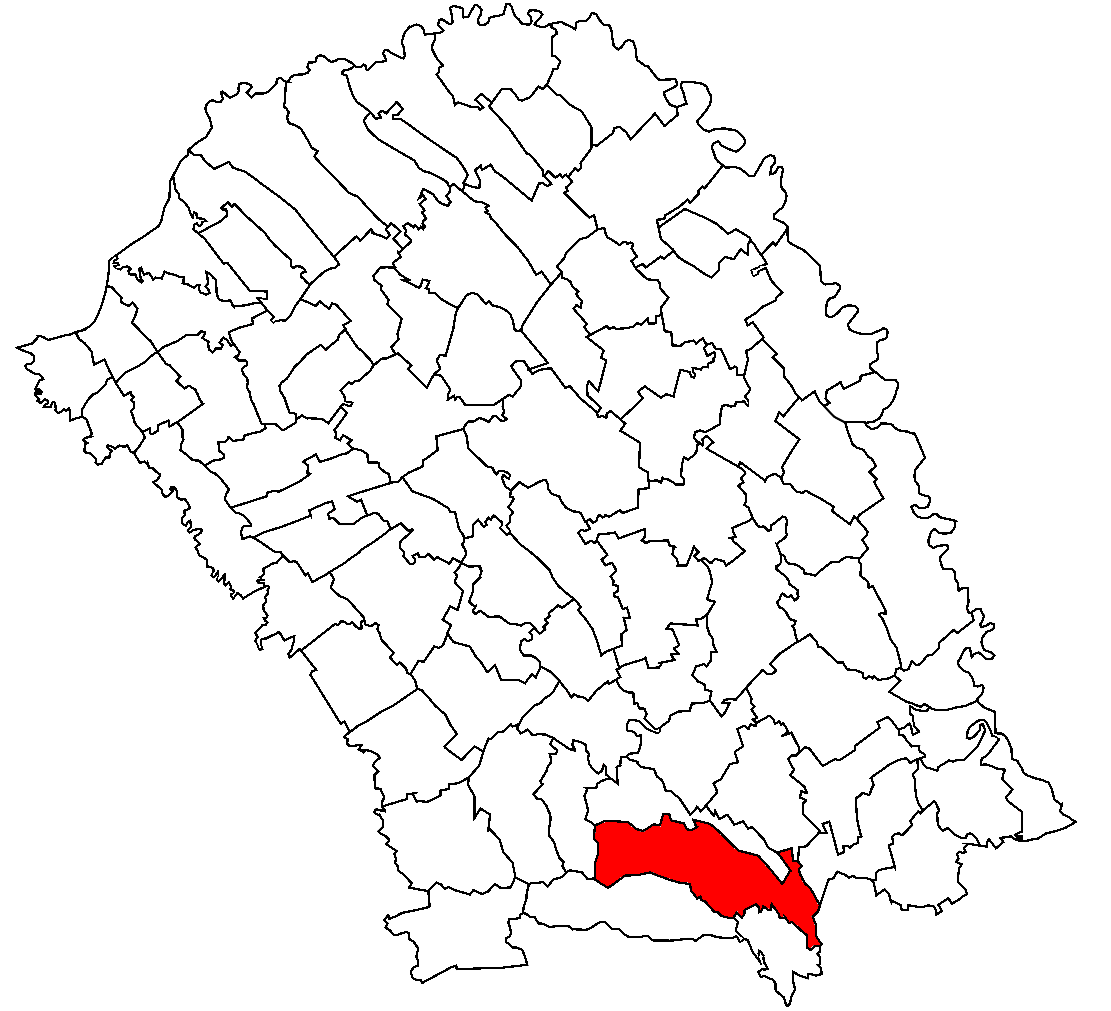
Lage von Flămânzi im Kreis Botoșani

Flămânzi liegt am westlichen Rand der Moldau-Tiefebene (Câmpia Moldovei). Die Kreishauptstadt Botoșani (Botoschan) befindet sich etwa 25 km nordwestlich.

## Geschichte
Flămânzi wurde 1605 erstmals urkundlich erwähnt. Im Jahr 1907 war das Dorf Ausgangspunkt des großen  Bauernaufstandes in Rumänien. 2004 wurde Flămânzi zur Stadt erklärt. Diese ist jedoch weiterhin vorwiegend ländlich geprägt. Neben der Landwirtschaft und der Lebensmittelverarbeitung gibt es Betriebe für Möbel- und Textilherstellung.

## Bevölkerung
Bei der Volkszählung 2002 wurden in der Stadt 11.799 Einwohner registriert, darunter 11.605 Rumänen und 191 Roma. Etwa 4500 lebten in Flămânzi, die übrigen in den vier Katastralgemeinden.

## Verkehr
Flămânzi besitzt keinen Bahnanschluss. Mehrmals täglich bestehen Busverbindungen nach Botoșani. Durch die Stadt verläuft die Europastraße 58.

## Sehenswürdigkeiten
- Holzkirche (1657) im Ortsteil Prisăcani
- Denkmal für den Bauernaufstand von 1907